# Rousettus madagascariensis
Rousettus madagascariensis — вид рукокрилих, родини Криланових.

## Поширення, поведінка
Ендемік Мадагаскару. Утворює колонії в сотні й тисячі осіб. Лаштує сідала в печерах. Харчується фруктами та нектаром.